# Umetnine, poškodovane, uničene ali ukradene v izgredih v Brasílii (2023)
Med vdorom v brazilski kongres leta 2023 so bila številna umetniška dela tarča podpornikov nekdanjega brazilskega desničarskega predsednika Jaira Bolsonara.

## Ozadje
Brasília, zvezna prestolnica Brazilije, je načrtovano mesto in njena arhitektura velja za edinstveno. Mesto je bilo leta 1987 uvrščeno na Unescov seznam svetovne dediščine in je razdeljeno na predele za določene dejavnosti, kot so hotelski sektor, bančni sektor in diplomatski sektor. Ker je Brasília sedež brazilske vlade, se v mestu hrani več diplomatskih daril in umetniških del, ki so prikazovana na mednarodnih in domačih umetniških razstavah (večinoma v kulturnem republiškem kompleksu). Vladne zgradbe v Brasílii zaradi svoje modernistične arhitekture same po sebi niso samo umetniška dela, ampak delujejo tudi kot muzeji, knjižnice in gledališča za uradnike in splošno prebivalstvo, ki pridejo v mesto zaradi javnih služb in kot obiskovalci.

## Umetnine
Številna umetniška dela so napadalci med izgredom raztrgali, razrezali, polomili, porisali ali ukradli. Prva poročila ocenjujejo, da je bilo v napadu izgubljenih za 9 milijonov BRL (skoraj 1,7 milijona USD) umetniških del (vladna poslopja kot taka niso vključena). Storilci so poškodovali, uničili ali ukradli naslednja umetniška dela:
| Ime umetnine                                                                        | Tip dela      | Status                 | Avtor                                                        | Datum stvaritve | Datum pridobitve | Opombe |
| ----------------------------------------------------------------------------------- | ------------- | ---------------------- | ------------------------------------------------------------ | --------------- | ---------------- | ------ |
| Relógio da Corte de Luiz XIV (Sodna ura francoskega kralja Ludvika XIV.)            | Ura           | Poškodovana            | André Charles Boulle (Designer) & Balthazar Martinot (Maker) | 18. stoletje    |                  | [ 5 ]  |
| Vaso da Dinastia Shang (Kitajska vaza dinastije Shang)                              | Váza          | Uničen                 |                                                              | 1.600 Pr.n.št   |                  | [ 11 ] |
| Ato de assinatura do Projeto da 1ª Constituição (Akt podpisa prve brazilske ustave) | Slika         | Poškodovana            | Gustavo Hastoy                                               | 1890            |                  | [ 12 ] |
| Mobília do antigo Palácio Monroe (Pohištvo iz nekdanje kongresne palače)            | Pohištvo      |                        |                                                              | 19. stoletje    |                  | [ 13 ] |
| A Bailarina (Balerina)                                                              | Bronast kip   | Ukraden, vrnjen        | Victor Brecheret                                             | 1920            |                  | [ 5 ]  |
| As Mulatas (Mulatka)                                                                | Slika         | Poškodovan             | Di Cavalcanti                                                | 1962            |                  | [ 5 ]  |
| Araguaia                                                                            | Vitraj        | Uničen                 | Marianne Peretti                                             | 1977            |                  | [ 5 ]  |
| Pisalna miza Juscelina Kubitscheka                                                  | Miza          | Poškodovana            | Oscar Niemeyer in Anna Maria Niemeyer                        | okrog 1960      | okrog 1960       | [ 5 ]  |
| A Justiça (Pravica)                                                                 | Graniten kip  | Poškodovan             | Alfredo Ceschiatti                                           | 1961            |                  | [ 5 ]  |
| O Flautista (Flavtist)                                                              | Bronast kip   | Uničen                 | Bruno Giorgi                                                 | 1962            |                  | [ 5 ]  |
| Stol predsednika ustavnega sodišča                                                  | Stol          | Poškodovan             | Jorge Zalszupin                                              |                 |                  | [ 5 ]  |
| Galhos e Sombras (Palice in sence)                                                  | Lesen kip     | Uničen                 | Frans Krajcberg                                              |                 |                  | [ 14 ] |
| Muro Escultório (Kiparski zid)                                                      | Lesena plošča | Poškodovana            | Athos Bulcão                                                 |                 |                  | [ 14 ] |
| Maria, Maria                                                                        | Bronast kip   | Poškodovan             | Sônia Ebling                                                 | 1980            |                  | [ 14 ] |
| Bandeira do Brasil (Brazilska zastava)                                              | Slika         | Poškodovana            | Jorge Eduardo Alves de Souza                                 |                 |                  | [ 14 ] |
| Vênus Apocalíptica (Apokaliptična Venera)                                           | Plastika      | Poškodovana            | Marta Minujín                                                |                 |                  | [ 5 ]  |
| Retrato de José Bonifácio (Portret Joséja Bonifácia)                                | Slika         | Poškodovana            | Oscar Pereira da Silva                                       | 1922            |                  | [ 5 ]  |
| Brasão da República (Grb Brazilije)                                                 | Grb           | Poškodovan             |                                                              |                 |                  | [ 15 ] |
| Tapiserija v lasti princese Izabele                                                 | Tapiserija    | Poškodovana            |                                                              |                 |                  | [ 16 ] |
| Doprsni kip Ruya Barbose                                                            | Doprsni kip   | Uničen                 |                                                              |                 |                  | [ 16 ] |
| Bust of Joaquim Nabuco                                                              | Doprsni kip   | Uničen                 |                                                              |                 |                  | [ 17 ] |
| Brazilska ustava iz leta 1988                                                       | Knjiga        | Ukradena, nato vrnjena |                                                              |                 |                  | [ 18 ] |

## Posledice
Potem ko so napadalci in storilci zapustili vladne zgradbe, je brazilska ministrica za kulturo Margareth Menezes sporočila, da je UNESCO ponudil ekipo svojih strokovnjakov za pomoč pri popravilu umetniških del, ki jih je mogoče obnoviti. Poleg tega se je obrnila na konservatorje in restavratorje Nacionalnega inštituta za zgodovinsko in umetniško dediščino (Iphan) s prošnjo pri konserviranju in obnovitvi umetniških del.